# 千駄ヶ谷町水道
千駄ヶ谷町水道（せんだがやまちすいどう）とは、豊多摩郡千駄ヶ谷町（現在の渋谷区）が経営していた町営水道である。千駄ヶ谷水道の表記も見られる。

## 概要
明治神宮の内苑と外苑の間という重要な地域に位置する同町では速やかに水道敷設の必要があった。このことから1923年（大正12年）5月11日に同町は東京市に水道敷設および水道供給を依頼した。翌年の1924年（大正13年）6月28日に東京市から各戸給水には応じられないものの、消火栓および小学校に対する水道供給には応じるとの回答があった。これを受け1925年（大正14年）3月31日に水道敷設の認可を受け4月29日に着工、12月16日に竣工した。なお、工事は東京市に委託し行われた。
同町のその後の発展に伴い、各戸の水道敷設の必要性も増してきたことから1928年（昭和3年）7月17日より拡張工事が行われ、1929年（昭和4年）3月31日に竣工した。
1932年（昭和7年）10月1日に千駄ヶ谷町が東京市に統合されたことで、千駄ヶ谷町水道は東京市水道の一部となった。
東京市への引継ぎ時の給水戸数は3745戸、給水人口は1万8415人であった。

## 施設
東京市水道の配水管より水道管を分岐させ上水の供給を受けていたため、水源や浄水場の設備は有さなかった。